# محطة قطار ليفربول ساوث باركواي
محطة قطار ليفربول ساوث باركواي (بالإنجليزية: Liverpool South Parkway railway station)‏‏ هي محطة قطار في المملكة المتحدة، تُشغلها قطارات إيست ميدلاند. افتُتحت هذه المحطة في 2006، ويبلغ عدد مسارات أرصفتها 6.